# さきたま出版会
さきたま出版会（さきたましゅっぱんかい）は、埼玉県さいたま市南区に本社を置く出版社。

## 概要
主に埼玉県内や関東地方に関連する郷土資料の出版の他、自費出版の作成も行う。特に創立15周年記念企画として始まった「さきたま文庫」では埼玉県内の69の寺社をブックレットとして刊行している。1989年に刊行開始し、2011年頃からカラー版の改訂版を順次出版している。

## 沿革
- 1974年（昭和49年） - 社会思想社を退職した星野和央により創業[1]。浦和市高砂2-2-17に本社を置く
- 1976年（昭和51年） - 地方小出版流通センターの設立に参加し、取引開始
- 1978年（昭和53年） - トーハン、日本出版販売と取引開始
- 1989年（昭和64年）- 創立15周年記念企画、柳田敏司監修による「さきたま文庫」刊行開始
- 2000年（平成12年） - さいたま市浦和区高砂2-4-6に本社事務所移転。
- 2013年（平成25年） - 電子書籍出版を始める
- 2015年（平成27年）3月10日 - 現在地に本社事務所移転[2]。